# Canottieri Lecco Sezione Calcio 1926-1927
Questa voce raccoglie le informazioni riguardanti  il Canottieri Lecco Sezione Calcio nelle competizioni ufficiali della stagione 1926-1927.

## Rosa
| N. |                   | Ruolo | Calciatore        |
| -- | ----------------- | ----- | ----------------- |
|    | Italia (bandiera) | C     | Aliverti (I)      |
|    | Italia (bandiera) | A     | Aliverti (II)     |
|    | Italia (bandiera) | A     | Aliverti (III)    |
|    | Italia (bandiera) | A     | Aldo Alvisi       |
|    | Italia (bandiera) | C     | Orlando Bocchi    |
|    | Italia (bandiera) | A     | Marino Branduardi |
|    | Italia (bandiera) | P     | Andrea Dino Cima  |
|    | Italia (bandiera) | D     | Franzini          |

| N. |                   | Ruolo | Calciatore            |
| -- | ----------------- | ----- | --------------------- |
|    | Italia (bandiera) | D     | Giovanni Lanfritto    |
|    | Italia (bandiera) | C     | Oreste Moretti        |
|    | Italia (bandiera) | D     | Guido Olivares        |
|    | Italia (bandiera) | A     | Angelo Pedrazzini     |
|    | Italia (bandiera) | P     | Riva                  |
|    | Italia (bandiera) | D     | Giovanni Saverio (IV) |
|    | Italia (bandiera) | C     | Vassena               |
|    | Italia (bandiera) | A     | Romeo Vergottini      |